# Robert der Tapfere
Robert der Tapfere (französisch Robert le Fort, lateinisch Robertus Fortis, mitunter als Robert der Starke übersetzt; † 15. September oder 25. Juli oder 2. Juli 866 in der Schlacht von Brissarthe) war Graf von Tours, Paris und Anjou. Er entstammte dem rheinfränkischen Geschlecht der Rupertiner. Der von ihm begründete Zweig der Rupertiner wird nach seinem Namen Robertiner genannt. Er ist Ahnherr der Maison de France, des Hauses Frankreich. Die französischen Könige aus dem Hause der Kapetinger und dessen Nebenlinien, den Häusern Valois und Bourbon, sind ausnahmslos Nachkommen Roberts in ununterbrochener männlicher Linie.

## Leben
Roberts Vater war Rutpert III., Graf im Wormsgau und im Oberrheingau, und seine Mutter Wiltrud von Orléans. 837 bis nach 840 war er als Nachfolger seines Bruders Guntram Graf im Wormsgau; dann begab er sich in das damals von Karl dem Kahlen regierte Westfränkische Reich, auf die von seiner Mutter geerbten Besitzungen bei Orléans. Im Wormsgau folgte ihm sein Schwager Walaho IV. nach.
852 übertrug ihm Karl der Kahle die Grafschaften Angers und Tours und die Stellung eines Laienabts des Klosters Marmoutier bei Tours; später (866) wurde er Laienabt des Klosters Saint-Martin de Tours. Damit erhielt er nach einem damals verbreiteten Brauch als Schutzherr dieser Abteien die Verfügung über deren Einkünfte (Pfründe), ohne dort zu leben und sich mit der geistlichen Leitung zu befassen. 853 ernannte ihn Karl zum Königsboten (missus dominicus) für die Regionen von Tours (Touraine) und Angers (Anjou). Als Graf von Angers und Tours übte er Funktionen aus, die der Position eines Markgrafen entsprachen.
858 war er einer der Anführer der Adelsopposition gegen Karl den Kahlen, die Ludwig dem Deutschen die Krone des Westfrankenreichs antragen wollte. Zugleich war er in seinem unmittelbaren Zuständigkeitsbereich Gegenspieler von Ludwig dem Stammler, dem Sohn und künftigen Nachfolger König Karls, den Karl mit dem Dukat Maine ausgestattet hatte. Es gelang den aufständischen Adligen, gemeinsam mit den faktisch autonomen Bretonen, Ludwig den Stammler aus dem Maine zu vertreiben. Ludwig kehrte an den Hof seines Vaters zurück. Damit musste sich Karl abfinden, da er für den Abwehrkampf gegen die Bretonen und die Normannen auf die Tatkraft der aufsässigen Adligen angewiesen war. 861 versöhnte sich König Karl mit Robert und übertrug ihm den militärischen Oberbefehl für das Gebiet zwischen Seine und Loire (ducatus inter Ligerim et Sequanam, kein „Herzogtum“ im späteren Sinne des Begriffs) und damit die Zuständigkeit für den Kampf gegen die Normannen und Bretonen. 862 erzielte Robert einen wichtigen Erfolg im Kampf gegen den Bretonenfürsten Salomon. Ludwig der Stammler, der durch diese Entwicklung seinem Rivalen Robert unterlegen war und keine Chance zur Wiedererlangung des Maine mehr sah, rebellierte gegen seinen Vater, verbündete sich mit Salomon und verwüstete Roberts Grafschaft Angers. Robert überfiel die abziehenden Gegner, schlug sie und gewann so die Beute zurück. Ludwig musste fliehen und unterwarf sich (noch im Jahr 862) seinem Vater. 863 unterwarfen sich auch die Bretonen.
865 kam es zu einem Ausgleich zwischen König Karl, Ludwig dem Stammler und Robert dem Tapferen. Robert verzichtete zugunsten Ludwigs auf die Grafschaft Angers und erhielt zur Entschädigung zwei burgundische Grafschaften, Auxerre und Nevers. Im folgenden Jahr fiel Robert im Kampf gegen die Loire-Normannen in der Schlacht von Brissarthe.

## Nachkommen
Robert war seit Anfang 864 in zweiter Ehe (die erste Ehefrau hieß wohl Agane, weiteres ist unbekannt) mit Adelaide (Aelis) von Tours, † nach 866, verheiratet, Tochter des Grafen Hugo von Tours (Etichonen) und der Bava (Ava), Witwe Konrads I., Graf von Aargau und Auxerre, Graf von Linzgau (Welfen). Aus seinen beiden Ehen hatte er vier Kinder:
- (I) Sohn, der 866 den Besitz in Burgund erbt
- (I) Tochter, wohl Richildis, Erbin von Blois, ⚭ Theobald Graf von Tours – sie sind die Stammeltern der Grafen von Blois und Chartres
- (II) Odo (Eudes), * wohl Anfang 865, † 1. oder 3. Januar 898 in La-Fère-sur-Oise, 866 nobilis Franciae, Graf von Paris und Aquitanien, vor dem 27. Oktober 886 Herr von Anjou und Touraine, Ende 887 Vormund von König Karl III. und Regent von Frankreich, 888–898 König von Frankreich, begraben in der Basilika Saint-Denis; ⚭ wohl 881 Theoderata von Troyes (Thierrée de Troyes), 890 bezeugt, wohl Tochter des Grafen Aleram (Nebelungen)
- (II) Robert (II.) I., * (postum) 866, X 15. Juni 923 in der Schlacht von Soissons, 893 Graf von Poitiers, Markgraf in Neustrien und Orléans, 898 Graf von Paris, Laienabt von Saint-Denis und Saint-Martin de Tours, 29. April 922 König von Frankreich; ⚭ I Aelis, ⚭ II um 890 Beatrix von Vermandois, † nach März 931, Tochter des Grafen Heribert I. (Karolinger)

## Bewertungen
Wegen seiner Tapferkeit, der er den Beinamen verdankte, war Robert bei seinen Zeitgenossen angesehen; so wurde er in den Fuldaer Annalen als „gleichsam ein Makkabäer in unseren Zeiten“ bezeichnet. In der modernen Forschung wird hervorgehoben, dass er sich im Machtkampf gegen den Königssohn Ludwig durchzusetzen vermochte und letztlich aus allen Konflikten gestärkt hervorging. Damit schuf er eine Voraussetzung dafür, dass später seine beiden Söhne die Königswürde erlangen konnten.